# Lichtstadt Feldkirch
Lichtstadt Feldkirch (direkte oversat "Lysby Feldkirch") er en lyskunst-festival i Feldkirch i delstaten Vorarlberg i Østrig. Den blev afholdt første gang i år 2018. Festivalen er planlagt til at blive afholdt hvert andet år.

## Tidslinje

### 2020
2020-udgaven af festivalen blev udsat til 2021 på grund af Coronaviruspandemien.

### 2018
Den første udgave i 2018 blev afholdt for at fejre byens 800-års jubilæum. Det fandt sted fra 3. til 6. oktober 2018. Ti projekter af internationale kunstnere, blandt andre den dansk-islandske kunstner Ólafur Elíasson, forvandlede ved aftenstide den gamle bydel til et stort friluftsmuseum. Festivallen havde lysinstallationer, skulpturer, projektioner på facader og gulve, samt laserlyskunst.

## Eksterne links
- Officiel hjemmeside (på tysk)